# Periodo parlamentario 2000-2001 del Congreso de la República del Perú
El Periodo parlamentario 2000-2001 del Congreso de la República del Perú corresponde a las sesiones legislativas del congreso elegido en las elecciones generales de Perú de 2000. Se instaló el 27 de julio de 2000  y concluyó sus funciones el 26 de julio de 2001.

## Conformación
En el año 2000, el presidente Alberto Fujimori fue reelecto para un tercer periodo por el partido Perú 2000, pero no pudo obtener la mayoría parlamentaria. Por el fracaso parlamentario, su asesor Vladimiro Montesinos sobornó a congresistas de la oposición para pasarse a las filas de Perú 2000. Esto traería la caída del Gobierno de Alberto Fujimori. Congresistas oficialistas, al enterarse de los índices de corrupción mediante el primer Vladivideo, renunciaron a Perú 2000 y se unieron a la oposición. Este congreso no aceptó la renuncia de Fujimori, vacando la presidencia. Originalmente, la legislatura debió concluir en el 2005, pero Fujimori acortó su mandato, anunciando nuevas elecciones generales para el 2001.

### Junta Preparatoria del Congreso
| Congresista electo               | Grupo parlamentario                | Circunscripción | Motivo                                        |
| -------------------------------- | ---------------------------------- | --------------- | --------------------------------------------- |
| Martha Hildebrandt Pérez-Triveño | Perú 2000                          | Lima            | Congresista más votada del partido más votado |
| Humberto Martínez Morosini       | Agrupación Independiente Avancemos | Lima            | Congresista de mayor edad (80 años)           |
| Milagros Huamán Lu               | Perú Posible                       | Huánuco         | Congresista de menor edad (32 años)           |

## Mesas directivas

### Mesa Directiva del Congreso (2000-2001)
| Cargo               | Congresista | Congresista                                                                    | Grupo parlamentario               | Circunscripción |
| ------------------- | ----------- | ------------------------------------------------------------------------------ | --------------------------------- | --------------- |
| Presidencia         |             | Martha Hildebrandt Pérez-Triveño (26 de julio-13 de noviembre del 2000)        | Perú 2000                         | Lima            |
| Presidencia         |             | Valentín Paniagua Corazao (16 de noviembre-22 de noviembre del 2000)           | Acción Popular                    | Lima            |
| Presidencia         |             | Luz Salgado Rubianes (22 de noviembre-30 de noviembre del 2000)                | Perú 2000                         | Lima            |
| Presidencia         |             | Francisco Tudela van Breugel-Douglas (30 de noviembre-5 de diciembre del 2000) | Perú 2000                         | Lima            |
| Presidencia         |             | Carlos Ferrero Costa (5 de diciembre del 2000-26 de julio del 2001)            | Perú Posible                      | Lima            |
| 1.ª Vicepresidencia |             | Luz Salgado Rubianes (26 de julio-30 de noviembre del 2000)                    | Perú 2000                         | Lima            |
| 1.ª Vicepresidencia |             | Francisco Tudela van Breugel-Douglas (30 de noviembre-5 de diciembre del 2000) | Perú 2000                         | Lima            |
| 1.ª Vicepresidencia |             | Carlos Ferrero Costa (5 de diciembre del 2000-26 de julio del 2001)            | Perú Posible                      | Lima            |
| 2.ª Vicepresidencia |             | Marianella Monsalve Aita (26 de julio-30 de noviembre del 2000)                | Perú 2000                         | Lambayeque      |
| 2.ª Vicepresidencia |             | Patricia Donayre Pasquel (30 de noviembre-5 de diciembre del 2000)             | Frente Independiente Moralizador  | Loreto          |
| 2.ª Vicepresidencia |             | Absalón Vásquez Villanueva (5 de diciembre-diciembre del 2000)                 | Vamos Vecino                      | Cajamarca       |
| 2.ª Vicepresidencia |             | Henry Pease García-Yrigoyen (diciembre del 2000-26 de julio del 2001)          | Unión por el Perú                 | Lima            |
| 3.ª Vicepresidencia |             | María Jesús Espinoza Matos (26 de julio-30 de noviembre del 2000)              | Perú 2000                         | Lima            |
| 3.ª Vicepresidencia |             | Beatriz Alva Hart (30 de noviembre-5 de diciembre del 2000)                    | Grupo Parlamentario Independiente | Lima            |
| 3.ª Vicepresidencia |             | Manuel Masías Oyanguren (5 de diciembre del 2000-26 de julio del 2001)         | Somos Perú                        | Lima            |

## Composición

### Grupos parlamentarios

#### Julio del 2000
| Agrupación Política                  | N.º |
| ------------------------------------ | --- |
| Perú 2000                            | 52  |
| Perú Posible                         | 29  |
| Frente Independiente Moralizador     | 9   |
| Somos Perú                           | 8   |
| Partido Aprista Peruano              | 6   |
| Partido Solidaridad Nacional         | 5   |
| Agrupación Independiente Avancemos   | 3   |
| Unión por el Perú                    | 3   |
| Acción Popular                       | 3   |
| Frente Popular Agrícola FIA del Perú | 2   |

#### Julio - Septiembre del 2000
| Agrupación Política                | N.º |
| ---------------------------------- | --- |
| Perú 2000                          | 64  |
| Perú Posible                       | 25  |
| Frente Independiente Moralizador   | 8   |
| Somos Perú                         | 7   |
| Acción Popular - Unión por el Perú | 6   |
| Partido Aprista Peruano            | 5   |
| Independientes - No agrupados      | 9   |

#### Septiembre - Noviembre del 2000
| Agrupación Política                | N.º |
| ---------------------------------- | --- |
| Perú 2000                          | 47  |
| Perú Posible                       | 25  |
| Grupo Parlamentario Independiente  | 11  |
| Frente Independiente Moralizador   | 8   |
| Somos Perú                         | 7   |
| Acción Popular - Unión por el Perú | 6   |
| Partido Aprista Peruano            | 5   |
| Independientes - No agrupados      | 13  |

#### Noviembre del 2000 - Julio del 2001
| Agrupación Política                | N.º |
| ---------------------------------- | --- |
| Perú Posible                       | 25  |
| Cambio 90 - Nueva Mayoría          | 20  |
| Vamos Vecino                       | 18  |
| Grupo Parlamentario Independiente  | 11  |
| Grupo Parlamentario Democrático    | 8   |
| Frente Independiente Moralizador   | 7   |
| Con Fuerza Perú                    | 7   |
| Acción Popular - Unión por el Perú | 6   |
| Partido Aprista Peruano            | 5   |
| Independientes - No agrupados      | 15  |

## Elección de autoridades del Poder Legislativo

### Elección de la Mesa Directiva del Congreso (2000-2001)
Candidaturas:
| Cargo               | Nombre                           | Partido   |
| ------------------- | -------------------------------- | --------- |
| Presidencia         | Martha Hildebrandt Pérez-Triveño | Perú 2000 |
| 1.ª Vicepresidencia | Luz Salgado Rubianes             | Perú 2000 |
| 2.ª Vicepresidencia | Marianella Monsalve Aita         | Perú 2000 |
| 3.ª Vicepresidencia | María Jesús Espinoza Matos       | Perú 2000 |

| Cargo               | Nombre                         | Partido                            |
| ------------------- | ------------------------------ | ---------------------------------- |
| Presidencia         | Luis Solari de la Fuente       | Perú Posible                       |
| 1.ª Vicepresidencia | Anel Townsend Diez-Canseco     | Somos Perú                         |
| 2.ª Vicepresidencia | Mercedes Cabanillas Bustamante | Partido Aprista Peruano            |
| 3.ª Vicepresidencia | Luis Bueno Quino               | Acción Popular - Unión por el Perú |

Martha Hildebrandt fue censurada de la presidencia del Congreso el 13 de noviembre del 2000 y las vicepresidentas renunciaron a sus cargos. Luego, se convocó a un pleno extraordinario en donde se elegiría al nuevo presidente de la Mesa Directiva y los miembros de la oposición presentaron a Valentín Paniagua, de Acción Popular - Unión por el Perú, mientras que el oficialismo presentó a Ricardo Marcenaro. Finalmente, Paniagua fue elegido con la mayoría de votos y juramentado como nuevo presidente del legislativo. 
El 5 de diciembre del 2000, se realizó la elección para los nuevos vicepresidentes de la Mesa Directiva. Francisco Tudela junto a Patricia Donayre y Beatriz Alva Hart se encargaron momentáneamente de la Mesa Directiva hasta la nueva elección.

### Noviembre del 2000 - julio del 2001
| Cargo               | Nombre               | Partido      |
| ------------------- | -------------------- | ------------ |
| 1.ª Vicepresidencia | Carlos Ferrero Costa | Perú Posible |
| 2.ª Vicepresidencia | Absalón Vásquez      | Perú 2000    |
| 3.ª Vicepresidencia | Manuel Masías        | Somos Perú   |

La lista encabezada por el opositor Carlos Ferrero Costa logró resultar elegida y se encargó de la presidencia interina del Congreso de la República tras la toma de mando interina de Valentín Paniagua como presidente de transición. En el legislativo se cuestionaba la elección del fujimorista Absalón Vásquez tanto por los congresistas oficialista como los de la opisición y luego Vásquez terminó por renunciar a la vicepresidencia a pocos días de su juramentación. Finalmente, se presentó luego la candidatura de Henry Pease de Acción Popular - Unión por el Perú y fue elegida con la mayoría de votos para el periodo 2000-2001.